# تويوتا بي زد 4 أكس
تويوتا بي زد 4 أكس، التي تُسوق أيضًا في اليابان والولايات المتحدة وكندا وأوروبا والصين باسم سوبارو سولتيرا، هي سيارة كروس أوفر كهربائية من تصنيع شركة تويوتا. ظهرت السيارة لأول مرة في أبريل 2021 باسم "bZ4X Concept". وهي أول سيارة تعتمد على تقنية معمارية تويوتا العالمية الجديدة - اي (e-TNGA) التي طورها كل من تويوتا وسوبارو بشكل مشترك، وهي أول طراز للعلامة التجارية ضمن سلسلة بي زد ("ما بعد الصفر") الخاصة بالمركبات عديمة الانبعاثات.
بدأت مبيعات بي زد 4 اكس في جميع أنحاء العالم في منتصف عام 2022، ومن المخطط إنتاجها في اليابان والصين. بدأت المبيعات في الولايات المتحدة أيضًا في عام 2022. كما صرحت تويوتا أنه سيكون هناك سبعة طرازات "bZ" سيتم إطلاقها عالميًا بحلول عام 2025.

## التسمية
وفقًا لتويوتا، فإن معنى لوحة اسم "bZ4X" ينقسم إلى:
- "bZ": تعني "ما بعد الصفر" من الانبعاثات، تمثل طبيعة السيارة الكهربائية التي تعمل بالبطارية عن طريق التجاوز "ما بعد الصفر" من الانبعاثات.
- "4": مستوحاة من حجم سيارة تويوتا راف 4 المماثل.
- "X": تصفها بأنها سيارة رياضية متعددة الاستخدامات مدمجة (SUV) من طراز 'X'.[4][5]

## نظرة عامة
ظهر تصميم بي زد 4 اكس في صور لسيارات كهربائية تجريبية أصدرتها تويوتا في يونيو 2019. وقد سلطت الشركة الضوء على خطة إطلاق ست سيارات كهربائية بين عامي 2020 و2025، باستخدام تقنية معمارية تويوتا العالمية الجديدة - اي (e-TNGA). كما عرضت شركة سوبارو، التي تطور السيارة مع تويوتا، نموذجًا أوليًا للمفهوم يظهر تصميمًا مشابهًا في يناير 2020.
تم الكشف عن bZ4X Concept في 19 أبريل 2021 وتم عرضه في معرض شنغهاي للسيارات في نفس اليوم. على الرغم من ظهورها كاسيارة تجريبية، إلا أن السيارة بدت جاهزة تقريبًا للإنتاج. تشبه بي زد 4 اكس في حجمها راف 4، لكنها أكثر انخفاضًا مع تصميم أكثر حدة وقاعدة عجلات أطول تتناسب مع قاعدة هايلاندر الأكبر. تم تطوير السيارة بالاشتراك مع سوبارو، والتي يُقال إنها قدمت مدخلات في نظام الدفع الرباعي للسيارة.

## التصميم
يبلغ الطول الكلي 4690 مم (185 بوصة)، وبالتالي فهي مماثلة في الحجم سيارة راف 4 (XA50)، لكن قاعدة العجلات 2850 مم (112 بوصة) شبيهة بقاعدة سيارة لاندكروزر (J300)، مما يمنح بي زد 4 اكس مساحة داخلية كبيرة. تم تطوير تقنية معمارية تويوتا العالمية الجديدة - اي (e-TNGA) بشكل مشترك بين تويوتا و سوبارو، حيث حصلت تويوتا على الفضل في تطوير البطارية و المحور الكهربائي، بينما حصلت سوبارو على الفضل في التحكم في الدفع الرباعي وسلامة التصادم.
تعتمد بعض الطرازات أيضًا على نظام توجيه بالأسلاك. تم تطوير نظام التوجيه بالأسلاك للسوق الصيني و سيتوفر مع مقود "نير" بدلاً من مقود التوجيه التقليدي. صرحت تويوتا أنه بالإضافة إلى لوحة الأدوات المنخفضة، توفر مقود "نير" مساحة داخلية أكثر انفتاحًا.

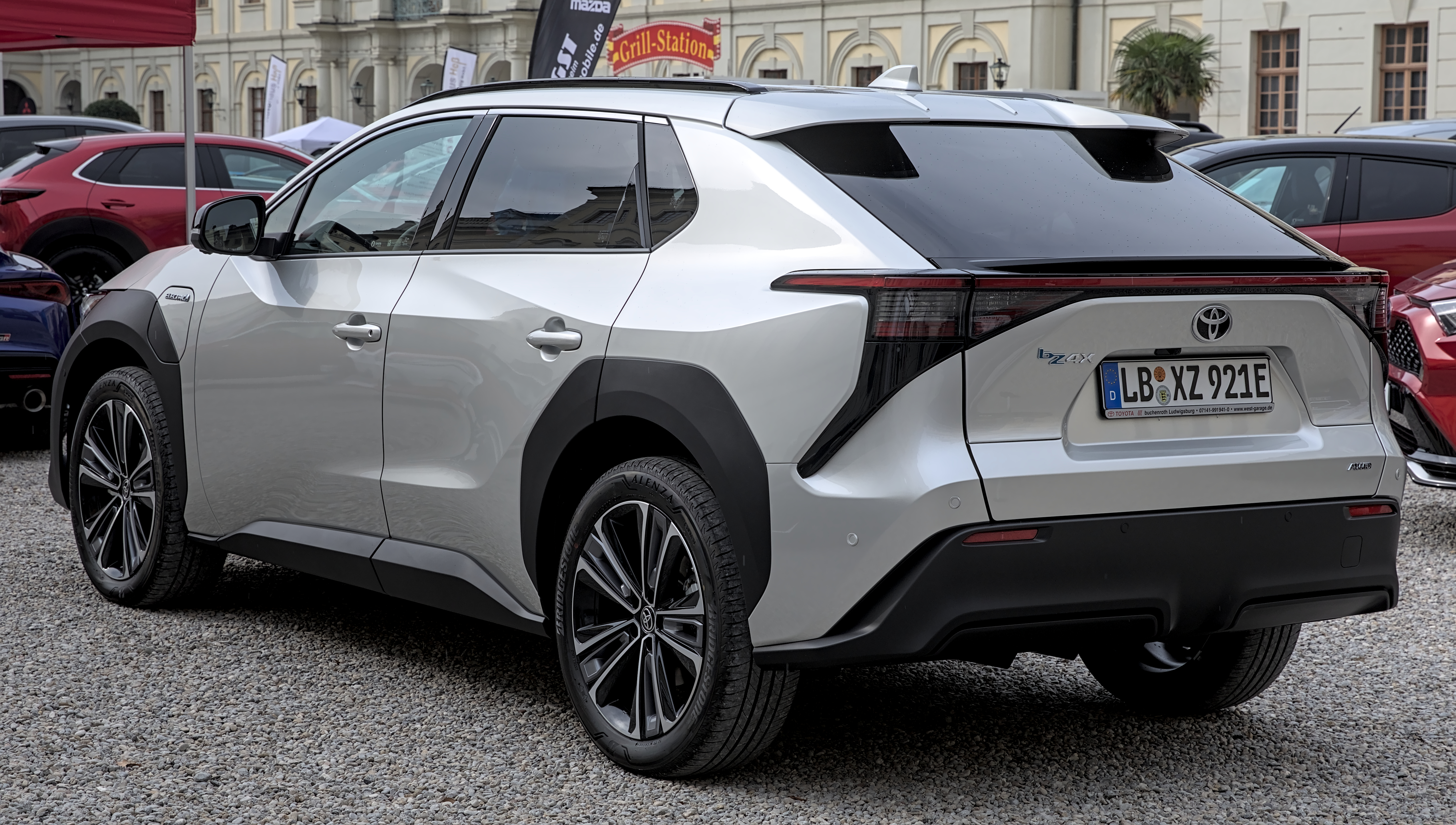
تويوتا bZ4X 2022

### قوة المحرك
تستمد بي زد 4 اكس قوتها من نظام المحور الكهربائي، والذي يدمج محركًا كهربائيًا وتروسًا وعاكسًا كهربائيًا. وقد تم تصنيعه من قبل شركة بلو نيكسس، وهو مشروع مشترك بين شركتي دنسو وايسين التابعتين لمجموعة تويوتا، باستثمار من شركة تويوتا موتورز. تستخدم موديلات الدفع الأمامي محركًا e-Axle واحدًا من طراز 1XM بقوة 150 كيلووات (201 حصان)، بينما تستخدم موديلات الدفع الرباعي محركين e-Axle من طراز 1YM، يولد كل منهما 80 كيلووات (107 حصان)، ليصل إجمالي القوة إلى 160 كيلووات (215 حصان).
تحتوي موديلات الدفع الأمامي على مدى تقديري يبلغ 510 كيلومترات وتتسارع من 0 إلى 100 كيلومتر في الساعة في غضون 7.5 ثانية، بينما تبلغ المسافة المقدرة لموديلات الدفع الرباعي 460 كيلومترًا وتتسارع من 0 إلى 100 كيلومتر في الساعة في غضون 6.9 ثانية. في موديلات الدفع الرباعي، تم "استعارة" نظام الدفع الرباعي X-MODE من سوبارو، كما هو الحال في سيارة سوبارو فورستير.
تستخدم موديلات الدفع الأمامي بطارية بسعة 71.4 كيلووات في الساعة، صنعتها شركة برايم بلانيت لحلول الطاقة(PPES)، وهي مشروع مشترك بين تويوتا و باناسونيك. تستخدم موديلات الدفع الرباعي لسوق أمريكا الشمالية بطارية بسعة 72.8 كيلووات في الساعة من شركة كاتل. كلا الموديلين عبارة عن حزمة 355 فولت تقبل الشحن السريع DC بأقصى معدل 150 كيلووات لموديلات الدفع الأمامي أو 100 كيلووات لموديلات الدفع الرباعي. باستخدام شاحن سريع، يمكن شحن حزمة PPES حتى 80٪ من السعة في 30 دقيقة، وقد يولد نظام ألواح الطاقة الشمسية الاختياري على السطح الكهرباء لتحريك السيارة لمسافة 1800 كيلومتر على الأقل (1100 ميل) سنويًا. يُقدر أن البطارية تحتفظ بنسبة 90٪ من سعتها الأصلية على مدى عشر سنوات. يمكن للسيارة العمل كمصدر طاقة في وضع نقل المركبة إلى المنزل (V2H) أو نقل المركبة إلى الحمل(V2L).
| الموديل       | رمز الهيكل | المحرك الكهربائي       | القوة                                                                               | العزم                       | المدى (WLTC)             |
| ------------- | ---------- | ---------------------- | ----------------------------------------------------------------------------------- | --------------------------- | ------------------------ |
| الدفع الأمامي | XEAM10     | 1x محور بلو نيكسس 1XM  | 150 كيلو واط (201 حصان، 204 حصان)                                                   | 266 نيوتن متر (196 رطل⋅قدم) | 567 كم (352 ميل)         |
| الدفع الرباعي | YEAM15     | 2x بلو نيكسس 1YM eAxle | 80 كيلو واط (107 حصان، 109 حصان) لكل محرك إجمالي 160 كيلو واط (215 حصان، 218 حصان). | 338 نيوتن متر (249 رطل قدم) | 487–542 كم (303–337 ميل) |

## الأسواق

### اليابان
تم الإعلان عن بي زد 4 اكس المخصص للسوق الياباني في أبريل 2022 وتم إطلاقه في 12 مايو 2022. يتوفر الطراز فقط للإيجار من خلال خدمة كينتو الخاصة بالشركة تويوتا "لتخفيف مخاوف العملاء" بشأن مركبات البطارية الكهربائية مع "مراعاة البيئة".
في المرحلة الأولى، سيتم قبول ما يصل إلى 3000 طلب تأجير اعتبارًا من 12 مايو؛ يستتبع ذلك مرحلة ثانية في خريف 2022، وتخطط تويوتا/كينتو لتأجير ما يصل إلى 5000 سيارة سنويًا بعد ذلك.
يتوفر بي زد 4 اكس في فئة واحدة، Z، مع خيارات الدفع الأمامي والدفع الرباعي. تشمل الحزم المحددة خيارًا من السقف (سقف قمرية قياسية أو بانورامية) وحجم العجلات (18 أو 20 بوصة). تتوفر السيارة مع لونين داخليين وأحد عشر لونًا خارجيًا.

### أمريكا الشمالية
تم الكشف عن بي زد 4 اكس المخصص للسوق في أمريكا الشمالية في معرض لوس أنجلوس للسيارات 2021، وتم تفصيل مواصفاتها أيضًا في ذلك الوقت، بما في ذلك تاريخ طرحها للبيع في منتصف عام 2022، لعام 2023. تقدير تويوتا للمدى طراز XLE ذي الدفع الأمامي يصل إلى 400 كم (250 ميل).
عند الإطلاق، يتأهل المشترون الأمريكيون للحصول على الإعانة الضريبية الفيدرالية الكاملة بقيمة 7500 دولار أمريكي لشراء سيارة كهربائية؛ يمكن لكل مصنع سيارات بيع ما يصل إلى 200000 سيارة مؤهلة للإعفاء الضريبي. نظرًا لأن مركبات تويوتا الهجينة القابلة للتوصيل بالكهرباء مؤهلة أيضًا للإعفاء الضريبي، من المتوقع أن تنفد الاعتمادات بعد فترة وجيزة من إطلاق بي زد 4 اكس. لا يعتبر بي زد 4 اكس مؤهلاً للحصول على حوافز المركبات الكهربائية من قانون تخفيض التضخم لأنه مصنوع في اليابان، وليس الولايات المتحدة أو كندا أو المكسيك.

### أوروبا
بموجب دورة القيادة إجراءات اختبار المركبات الخفيفة المنسقة عالميًا (WLTP)، يحقق بي زد 4 اكس ذو الدفع الأمامي مدى 516 كم (321 ميل) (استهلاك 14.3 كيلووات ساعة / 100 كم) و 470 كم (290 ميل) و بي زد 4 اكس ذو الدفع الرباعي (استهلاك 15.8 كيلو وات ساعة / 100 كم). بدأت عمليات التسليم أولى المركبات في صيف 2022.

### جنوب شرق آسيا
تم الإعلان عن بي زد 4 اكس لأول مرة في سنغافورة من قبل بورنيو موتورز (وكيل تويوتا المعتمد في سنغافورة) في يونيو 2022 كجزء من برنامج مشاركة السيارات الكهربائية في مدينة تنجاه نيوتاون، في البلاد.على الرغم من أن برنامج مشاركة السيارات تم طرحه في يونيو 2023.
تم عرض بي زد 4 اكس لأول مرة في إندونيسيا في معرض جايكيندو اندونيسيا الدولية الـ29 للسيارات، وتم طرحه في السوق في 10 نوفمبر 2022. يتم استيراده من اليابان. كانت واحدة من سيارات الشخصيات المهمة الرسمية المستخدمة في قمة مجموعة العشرين بالي 2022.
تم إطلاق بي زد 4 اكس في تايلاند في 9 نوفمبر 2022. كما هو الحال مع ماليزيا، يتم استيراده أيضًا من اليابان.

### أستراليا
كان من المخطط أن يتم طرح بي زد 4 اكس لأول مرة في أستراليا في عام 2021، لكنه تأخر. ومن المقرر أن تبدأ الواردات من اليابان في عام 2024 إلى أستراليا ونيوزيلندا وكاليدونيا الجديدة، مع بدء استقبال الطلبات اعتبارًا من أواخر عام 2023. ستكون بي زد 4 اكس أول سيارة كهربائية تعمل بالبطاريات من تويوتا في سوق أسترالاسيا.

### الصين
تم إنتاج بي زد 4 اكس للسوق الصيني وتسويقه من قبل مشروعين مشتركين منفصلين، شركة جاك تويوتا للسيارات و فاو تويوتا. تم طرح كلا النسختين في أكتوبر 2022، وكلاهما مجهزة ببطاريات من إنتاج كاتل. كانت خيارات السعة هي 50.3 كيلووات ساعة و 66.7 كيلووات ساعة مع مدى قيادة 400 كيلومتر (250 ميل) و 615 كيلومتر (382 ميل) على التوالي.
بعد سلسلة من تخفيضات الأسعار بسبب ضعف المبيعات، أصدرت تويوتا تحديثًا لـ بي زد 4 اكس في نوفمبر 2023. أصبح خيار الدفع الرباعي متاحًا، وتم حذف خيار البطارية 50.3 كيلووات ساعة، وأصبحت كسوة الهيكل الخارجية البلاستيكية ملونة بلون الهيكل. تلقت السيارة اسمًا صينيًا (بالصينية: 铂智4X ؛ بالبينيين: Bózhì 4X ؛ يعني حرفيًا "بلاتينيوم 4X"). سيصبح اسم "Bozhi" العلامة الفرعية الصينية لسيارات جاك تويوتا الكهربائية، مما يعكس العلامة الفرعية "bZ" عالميًا. وتم إيقاف إنتاج نسخة فاو تويوتا.

## سوبارو سولتيرا
تبيع شركة سوبارو نسخة معاد تصميمها من بي زد 4 اكس باسم سوبارو سولتيرا (باليابانية: スバル・ソルテラ، بالهپبورن: Subaru Sorutera). يستمد اسم "سولتيرا" من كلمتي "سول" و"تيرا"، وهما كلمات لاتينية تعني "شمس" و"أرض" على التوالي.
تتميز بتصميم خارجي محدث قليلاً، وتستخدم نفس تقنية معمارية تويوتا العالمية الجديدة - اي (e-TNGA) والتي أعيدت تسميتها إلى "تقنية e-Subaru العالمية" (e-SGP). طرحت سولتيرا للبيع في منتصف عام 2022 في اليابان والولايات المتحدة وكندا وأوروبا والصين.
في اليابان، تتوفر سولتيرا في فئتي ET-SS (الدفع الأمامي والدفع الرباعي) و ET-HS (الدفع الرباعي فقط). وهي مجهزة بنظام أمان نشط يتم تسويقه باسم "نظام سوبارو للسلامة" بشكل قياسي. على عكس بي زد 4 اكس في اليابان، تتوفر سولتيرا للشراء.

## السلامة
في 23 يونيو 2022، استدعت شركة تويوتا و سوبارو 2700 سيارة من بي زد 4 اكس و 2600 سيارة من سولتيرا بسبب احتمالية انفصال العجلات. كما أوقفت إنتاج وبيع أي طرازات جديدة.
في 6 أكتوبر 2022، أعلنت تويوتا أنها وجدت حلاً لمشكلة استدعاء العجلات غير المحكمة واستأنفت إنتاج بي زد 4 اكس و سولتيرا.
حصلت كل من بي زد 4 اكس و سولتيرا على تصنيف خمس نجوم من JNCAP (وكالة السلامة الوطنية للسيارات ومساعدة الضحايا في اليابان) لأداء السلامة الشامل، استنادًا إلى الاختبارات التي أجريت على سيارة سوبارو سولتيرا.
| تقييم NASVA لسلامة سيارة بي زد 4 اكس لعام 2022 |         |
| القسم                                          | الدرجة  |
| أداء سلامة التصادم                             | A (87٪) |
| أداء السلامة الوقائية                          | A (99٪) |
| أداء السلامة الشامل                            | 93٪     |
| التقييم الكلي                                  | 5 نجوم  |

بالإضافة إلى ذلك، حققت كلتا السيارتين أيضًا تصنيف خمس نجوم في اختبارات تقييم سلامة السيارات الجديدة الأوروبية لعام 2022 (Euro NCAP).

## المبيعات
| السنة | اوروبا | الصين | الولايات المتحدة | كندا | اندونيسيا |
| ----- | ------ | ----- | ---------------- | ---- | --------- |
| 2022  | 2,382  | 1,487 | 1,220            |      | 1         |

## روابط خارجية
- Official website (bZ4X, US)